# Valerie Pachner
Valerie Pachner, née le 26 juin 1987 à Wels, est une actrice autrichienne.
Après un début de carrière sur la scène autrichienne et allemande, elle acquiert une notoriété plus importante grâce à son interprétation de Wally Neuzil dans le film biographique de 2016 consacré au peintre Egon Schiele, ainsi que pour son rôle de Fani dans Une vie cachée de Terrence Malick, présenté au Festival de Cannes 2019.

## Biographie
Valerie Pachner naît à Wels en Autriche le 26 juin 1987. Elle grandit à Bad Schallerbach, puis étudie le théâtre au Max Reinhardt Seminar de Vienne entre 2009 et 2013. Elle intègre ensuite la troupe du Residenztheater de Munich, sous la direction artistique de Martin Kušej, jusqu'en 2017. Son travail sur scène a été récompensé deux fois en 2016.
Elle commence sa carrière au cinéma en interprétant le rôle principal dans le film Bad Luck (en) en 2015, réalisé par Thomas Woschitz (en).
Elle fait ensuite une apparition dans le biopic Jack (en) d'Elisabeth Scharang, puis en 2016, dans le biopic de Maria Schrader Stefan Zweig, adieu l'Europe, dans lequel elle interprète la belle-fille de l'écrivain.
En 2016, elle reçoit le Romy de l'étoile filante féminine la plus populaire pour son interprétation de Wally Neuzil dans Egon Schiele.
En 2019, Der Boden unter den Füßen de Marie Kreutzer est présenté en sélection officielle en compétition au 69e Festival international du film de Berlin et considéré parmi les dix meilleurs films de 2019 selon Vanity Fair. Sa performance dans le rôle de Lola est saluée par la critique internationale et lui vaut plusieurs récompenses, dont le German Screen Actors Awards de la meilleure actrice. La même année, Une vie cachée de Terrence Malick est sélectionné en compétition au 72e Festival de Cannes. Sa performance est considérée par Indiewire comme l'une des meilleures de 2019.
En 2020, elle incarne Mata Hari dans The King's Man : Première mission de Matthew Vaughn.
En 2022, elle joue dans la troisième volet de la saga Les Animaux fantastiques, intitulé Les Animaux fantastiques : Les Secrets de Dumbledore.

## Filmographie

### Cinéma

#### Longs métrages
- 2015 : Bad Luck (en) de Thomas Woschitz (en) : Dagmar
- 2015 : Jack (en) d'Elisabeth Scharang : Marlene
- 2016 : Stefan Zweig, adieu l'Europe (Vor der Morgenröte) de Maria Schrader : Alix Störk
- 2016 : Egon Schiele (Egon Schiele : Tod und Mädchen) de Dieter Berner : Wally Neuzil
- 2019 : Der Boden unter den Füßen de Marie Kreutzer : Lola Wegenstein
- 2019 : Une vie cachée (A Hidden Life) de Terrence Malick : Franziska Jägerstätter
- 2019 : All My Loving (en) d'Edward Berger : Klara
- 2020 : The King's Man : Première Mission (The King's Man) de Matthew Vaughn : Mata Hari
- 2021 : Another Coin for the Merry-Go-Round d'Hannes Starz : Anna
- 2022 : Les Animaux fantastiques : Les Secrets de Dumbledore (Fantastic Beasts : The Secrets of Dumbledore) de David Yates : Henrietta Fischer
- 2025 : Exquis (Delicious) de Nele Mueller-Stöfen : Esther

### Télévision

#### Séries télévisées
- 2019 : Bauhaus, un temps nouveau (Die Neue Zeit) de Lars Kraume : Gunta Stölzl
- 2022 : The English

## Distinctions
- 2017 : Romy de l'étoile filante féminine la plus populaire pour Egon Schiele
- 2019 : German Screen Actors Awards de la meilleure actrice pour Der Boden unter den Füßen